# Blanche de Namur
Blanche de Namur è un birra belga prodotta dalla Brasserie du Bocq, fondata nel 1858 da Martin Belot e che è proprietaria del marchio.  Si tratta di una delle più conosciute birre bianche (blanche/wit). Si distingue oltre che per il suo odore speziato e per un dolce sapore di agrumi, per essere una birra fresca e facilmente bevibile. È prodotta con malto d'orzo e frumento crudo, i suoi sentori speziati e fruttati sono dati dall'uso di coriandolo e curaçao in fase produttiva. Nel 2009 si è aggiudicata il titolo di miglior birra bianca al mondo al World Beer Awards.